# Bizkaia Talent
Bizkaia Talent és un organisme públic, adscrit al Departament de Promoció Econòmica de la Diputació Foral de Biscaia, constituïda com una agència de captació de talent, amb l'objectiu d'atreure, vincular i retenir a persones altament qualificades en el procés d'innovació i coneixement.
L'organisme va ser posat en marxa i impulsat per Imanol Pradales. L'actual director de l'organisme és Iván Jiménez Aira, des de 2011. Anteriorment, el primer director de l'agència va ser Imanol Pradales (2007-2011).

## Història
La Cimera de Lisboa de 2000 va fixar l'objectiu de convertir Europa en l'àmbit geogràfic més competitiu del món, una competitivitat basada en el coneixement i la innovació i una competitivitat que ha de materialitzar-se en majors cotes de cohesió social i solidaritat. Amb l'objectiu de posicionar a Biscaia entre les regions que s'uneixen als objectius definits per l'estratègia de Lisboa es va materialitzar el primer projecte anomenat Bizkaia: Xede, que tenia com a missió crear les condicions necessàries per a atreure, retenir i vincular capital humà altament qualificat en el procés d'innovació i coneixement avançat.
Després i impulsada pel Departament de Promoció Econòmica de la Diputació Foral de Biscaia, Bizkaia Talent es va constituir en 2005 com una agència pública sense ànim de lucre i amb una missió clara, impulsar i afavorir l'establiment en el Territori Històric de Biscaia i al País Basc en general, de les condicions necessàries per a atreure, vincular i retenir capital humà altament qualificat en el procés d'innovació i coneixement.
Per això, i per a dur a terme aquest objectiu d'atracció del talent, es compta amb la col·laboració d'empreses i universitats del País Basc.
L'any 2017 Bizkaia Talent va fer un acord de col·laboració amb la Fundació La Caixa per a continuar ampliant els seus objectius.
El model de Bizkaia Talent ha estat reconegut pels mitjans internacionals com la BBC. L'any 2021 Bizkaia Talent va ser inclosa en la llista de “50 Smartest Companies of the Year 2021” (les 50 empreses més intel·ligents de l'any 2021) elaborada per The Silicon Review.

## Servei Talentia
El Servei Talentia està dirigit a estudiants universitaris i compta amb els següents programes: Programa Talentia, Competències per a la Professionalitat en Bizkaia (Talentia Skills), Talentia Challenge i Be Basque Ambassadors. Es tracta d'un servei que té com a ingredient principal la col·laboració entre la indústria i el món acadèmic, apostant pel desenvolupament del talent universitari basc.

### Programa Talentia
El Programa Talentia és un programa que vol reconèixer, premiar i formar als estudiants amb el millor expedient acadèmic universitari i trajectòria (en cada grau universitari). El programa es va establir per primera vegada l'any 2009.
El Programa Talentia es dirigeix als estudiants d'últim curs de cada grau universitari que posseeixin el millor expedient acadèmic i altres aptituds identificades i avaluades per les autoritats competents de cada universitat participant. L'objectiu del programa és reconèixer i formar als estudiants seleccionats i donar suport a la vinculació de l'alumnat amb la realitat científica, tecnològica i empresarial del seu entorn, oferint-los formació, vinculació, trobades empresarials, un programa de beques, ...
El programa es duu a terme amb la col·laboració de la Universitat de Deusto, la Universitat del País Basc i la Universitat de Mondragón. En el curs 2016-2017, un total de 282 estudiants de Biscaia van ser seleccionats per Bizkaia Talent per a participar en la vuitena edició del prestigiós Programa Talentia (90 de Deusto, 152 de la UPV i 40 de Mondragón).
El Programa Talentia té una durada de 6 mesos (de desembre a maig o juny, generalment). El mes de juny es realitza la cerimònia de lliurament de graduació i s'atorguen els diplomes.

### Talentia Skills (Competències)
Talentia Skills, Talentia Skills/Competències o Competències per a la Professionalitat en Bizkaia és un programa que té com a objectiu desenvolupar les competències transversals dels estudiants, guiar-los durant la seva etapa de formació i acostar-los les empreses i els diferents sectors de referència del País Basc. Els estudiants són seleccionats per les tres universitats basques i Bizkaia Talent durant el primer any de cada Grau Universitari.
El programa es va establir per primera vegada l'any 2014.

### Talentia Challenge
Talentia Challenge és un programa que té com a objectiu desenvolupar la competència de resolució de qüestions empresarials dins d'entorns pràctics i es duu a terme amb estudiants de grau universitari en l'últim any seleccionats per Bizkaia Talent. El programa es va establir per primera vegada l'any 2016.